# Carthage Township (Ohio)
Carthage Township ist eines von 14 Townships des Athens Countys im US-Bundesstaat Ohio. Nach der Volkszählung im Jahr 2000 waren hier 1467 Einwohner registriert.

## Geografie
Carthage Township liegt im Südosten des Athens Countys im Südosten von Ohio, ist im Südwesten etwa 10 km vom Ohio River entfernt und grenzt im Uhrzeigersinn an die Townships: Rome Township, Troy Township, Olive Township im Meigs County, Orange Township (Meigs County), Bedford Township (Meigs County), Lodi Township und Canaan Township.

## Verwaltung
Das Township wird durch ein Board of Trustees, bestehend aus drei gewählten Mitgliedern, verwaltet. Zwei Personen werden jeweils im Jahr nach der Präsidentschaftswahl gewählt und eine jeweils im Jahr davor. Die Amtszeit dauert in der Regel vier Jahre und beginnt jeweils am 1. Januar. Daneben gibt es noch einen Township Clerk (Schriftführer), der ebenfalls im Jahr vor der Präsidentschaftswahl auf eine vierjährige Amtszeit gewählt wird. Dessen Amtszeit beginnt jeweils am 1. April.